# Pehr Lagerman
Pehr Johan Alexander Lagerman, född 14 maj 1941 i Solna församling i Stockholms län, är en svensk direktör.
Pehr Lagerman är son till civilingenjören John Lagerman och Briquetta, ogift Werner. Efter studier blev han politices magister i Stockholm 1967 och var anställd hos B Olssons revisionsbyrå 1967–1970. Sedan kom han till AB Svenska Järnvägsverkstäderna (ASJ), där han var ekonomichef 1970–1972 och verkställande direktör 1972–1975. Han var vice VD för Saab-Scania AB 1975–1978. Från 1978 bedrev han egen verksamhet. Lagerman har också haft diverse styrelseuppdrag.
Lagerman gifte sig 1966 med filosofie magister Inga Torén, född 1943, dotter till överste Carl-Axel Torén och Anita, ogift Bennet. Makarna Lagerman bodde i Kenya 1984–1986 och senare i Bryssel, Belgien. De är föräldrar till filmklipparen Thomas Lagerman.